# 쑹역
쑹역(중국어: 宋站, 병음: Sòng Zhàn)은 중화인민공화국 헤이룽장성에 있는 빈저우 철로의 역이다. 역 번호는 57368이다.